# Pount (Somalie)
 (juillet 2016).
Si vous disposez d'ouvrages ou d'articles de référence ou si vous connaissez des sites web de qualité traitant du thème abordé ici, merci de compléter l'article en donnant les références utiles à sa vérifiabilité et en les liant à la section « Notes et références ».
Pour les articles homonymes, voir Pount.
Le Pount (appellation traditionnelle francophone), souvent dénommé Puntland, est une région autonome du nord-est de la Somalie créée en 1998. À la différence du Somaliland voisin, le Pount ne revendique pas l'indépendance vis-à-vis de la Somalie. 

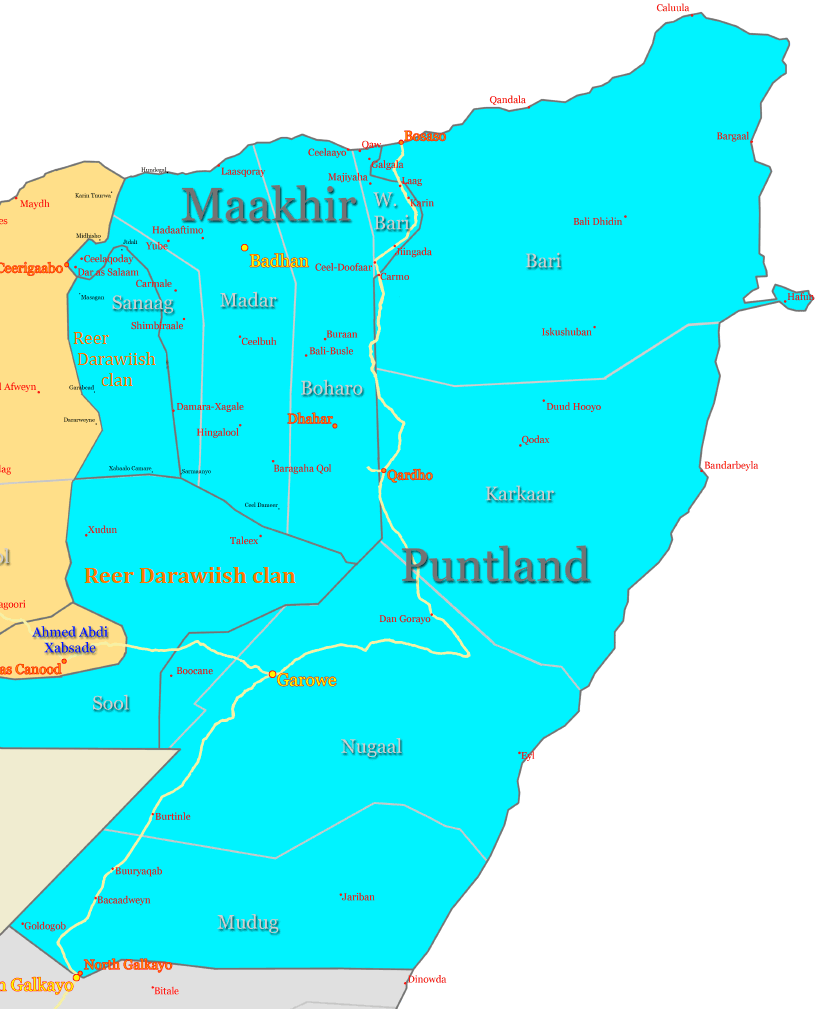
Pountland en 2008.

## Ethnonymie
Son nom dérive du pays de Pount mentionné dans des textes de l'Égypte antique, que certains[Qui ?] croient pouvoir localiser dans l'actuelle Somalie. Sa capitale est Garowe dans la région de Nugaal.

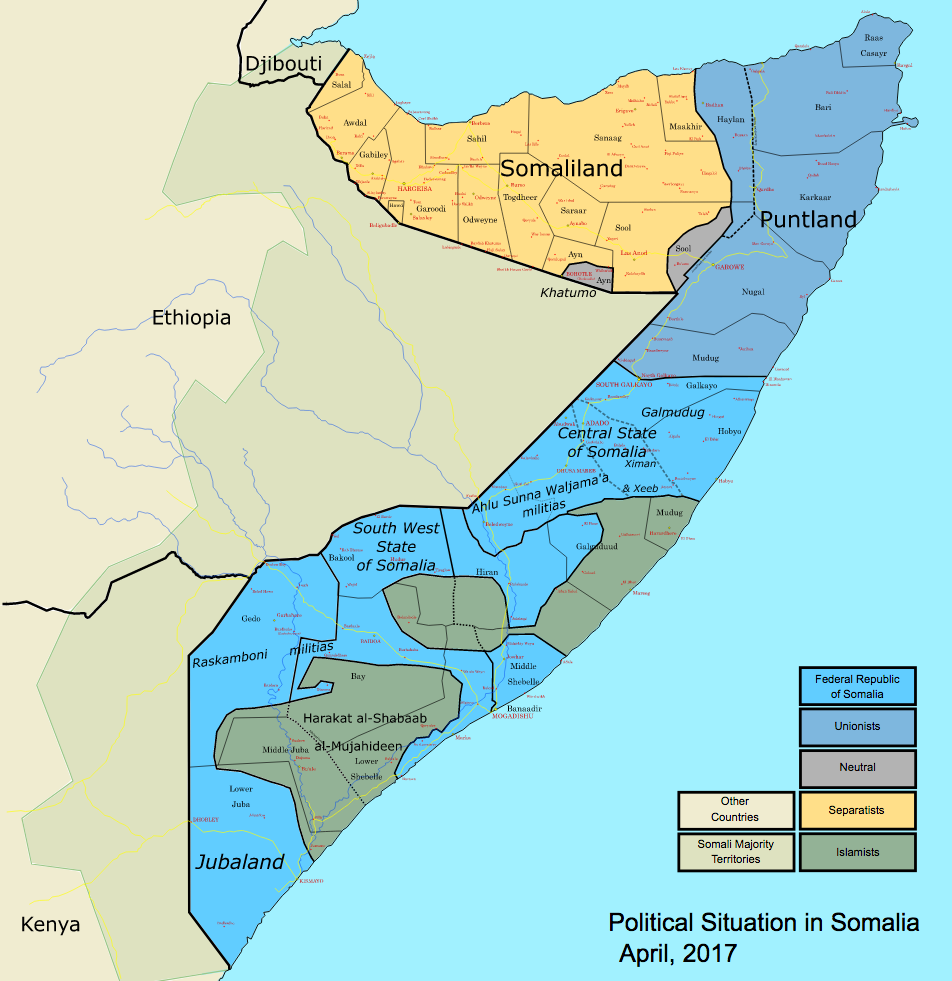
La Somalie au 20 mai 2011.

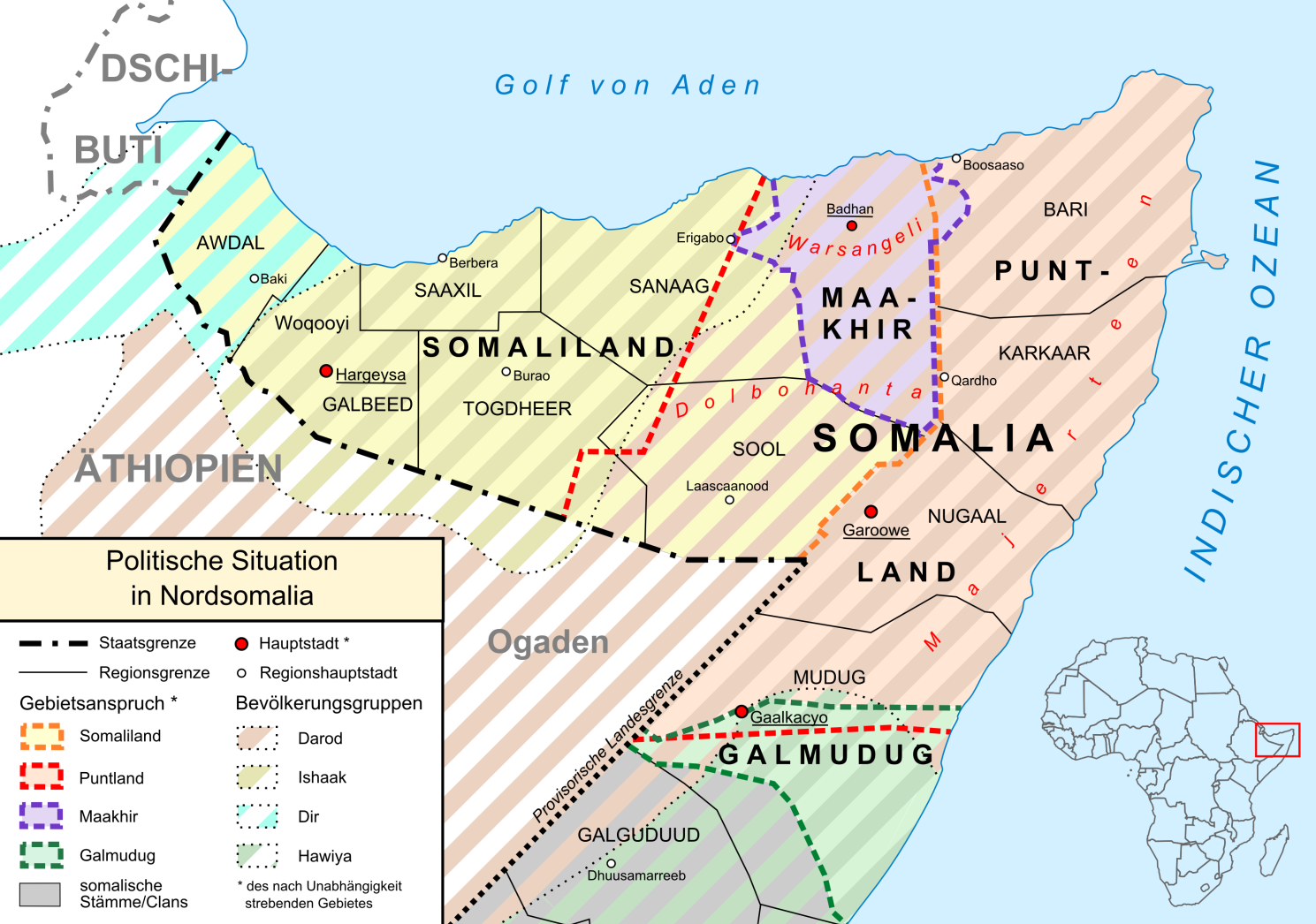
Carte du Pount (Puntland) dans son environnement.

## Histoire ancienne
Principaux repères :
- Corne de l'Afrique
- Histoire de la Somalie
- Histoire maritime de la Somalie
- Route de l'encens
- Le Périple de la mer Érythrée

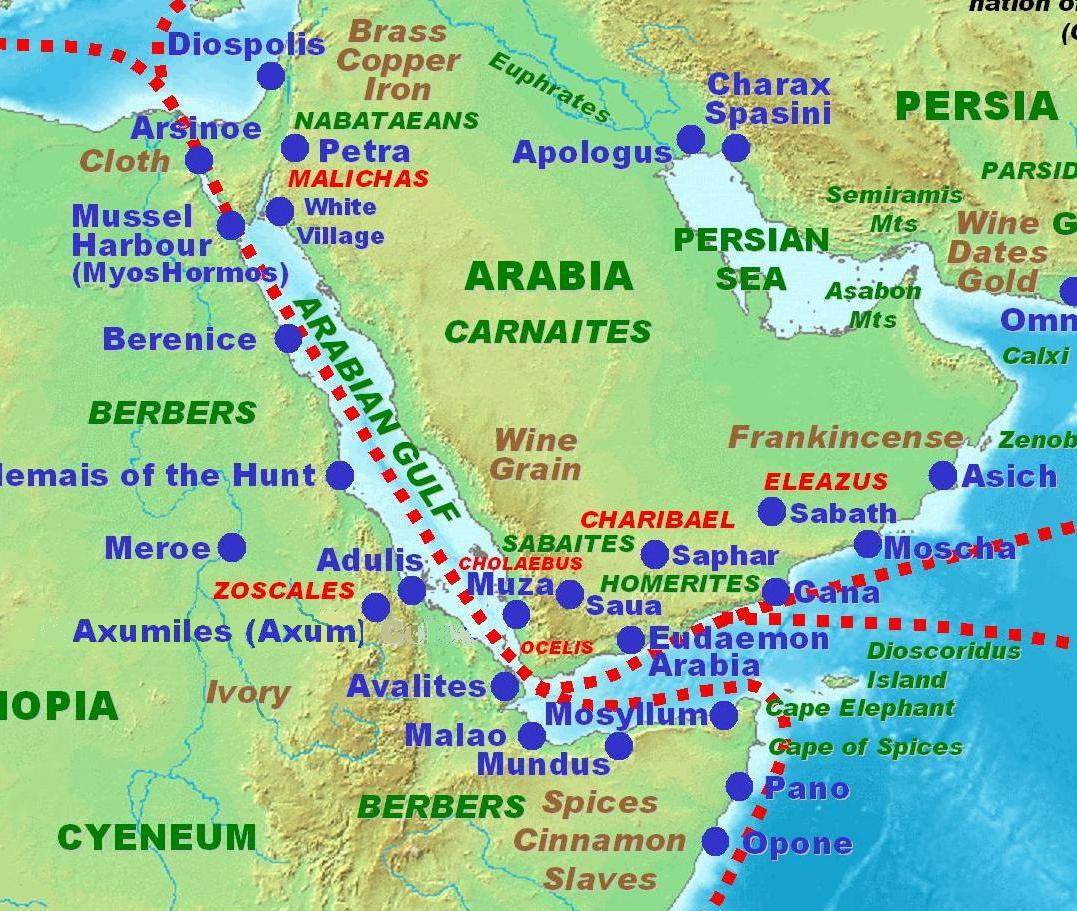
Péninsule arabique et environs, selon le Periplus Maris Erythraei.

  - côte nord : Zeilah (ancien port d'Avalites, ville citée en 891), Xiis (ancien Mundus), Berbera (ancien Malao), Bosasso (ancien Mosyllum/Mosylon), Qandala, Booco...
  - côte est : Opone, Pano, Hafun...
- Barbara (région)
- Islam en Somalie, dès le VIIe siècle
- Liste de clans somalis
- Sultanat d'Ifat (1270-1415)
- Sultanat Warsangali (1218 ou 1298-1886)
- Sultanat d'Adal, sultanat musulman somali (1415-1577)

- - Expéditions navales ottomanes dans l'océan Indien, Raids ottomans sur la côte swahilie, Piri Reis
  - Conquête ottomane de l'Habesh (en)
  - province ottomane des bords de la mer Rouge : Habesh (Habeş Eyaleti) (1554–1802 et 1813–1872), dont une subdivision est le sandjak de Zeila

## Histoire récente
Le Pount se considère comme un État autonome au sein de la Somalie. En 1969, lorsque le gouvernement somalien est l'objet d'un coup d'État, des années de guerre et de chaos s'ensuivent. Une invasion manquée de l'Éthiopie fait suite au déplacement de l'appui soviétique de la Somalie vers l'Éthiopie, où un gouvernement pro-soviétique était arrivé au pouvoir. Privée de ce soutien, la Somalie se tourne vers les États-Unis, qui permettent à Siad Barre, président autoproclamé du pays, de rester au pouvoir jusqu'à la fin de la guerre froide, en 1991. Lorsque l'URSS s'effondre, l'appui américain au gouvernement somalien cesse, et Barre est renversé.

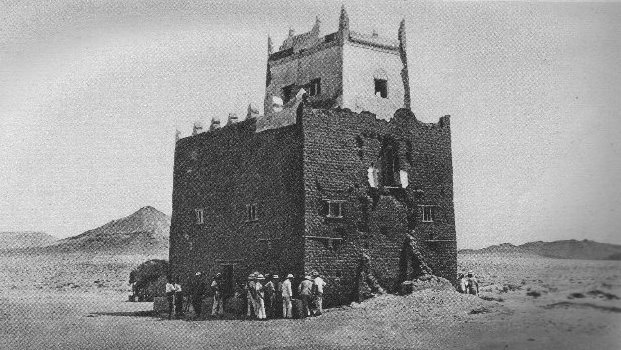
L'un des forts du sultanat Majeerteen (Migiurtinia) à Hafun.

Après cela, les Somaliens n'eurent plus de gouvernement fort, des guerres constantes ravageant le sud du pays. Ces événements mènent à la sécession du Somaliland en 1991, qui avait déjà été brièvement indépendant en 1960. Les violences persistent, incitant l'ONU à envoyer une force de maintien de la paix dans la Somalie déchirée par la guerre. La mission d'aide prend fin le 3 mars 1994 après la bataille de Mogadiscio.
Mais la Somalie reste instable et, en 1998, le Pount se déclare autonome sous la présidence d'Abdullahi Yusuf Ahmed (député président du Somali Salvation Democratic Front). Bien que cette séparation ait été effectuée pour des raisons tribales, cette nation a pour but primordial la confédération des clans. Depuis 1998, des querelles frontalières ont opposé le Pount et le Somaliland au sujet des régions de Sool et de Sanaag.
À la différence de l'État autoproclamé de Somaliland, le Pount ne cherche pas à être reconnu comme un pays indépendant par la communauté internationale. Il cherche à devenir une division fédérale à l'intérieur d'une république fédérale de Somalie unie. Mais les deux « lands » ont une chose en commun : ils se basent tous deux sur le soutien des chefs de tribus et leur organisation est elle aussi fondée sur la tribu et la parenté. La capitale somalienne, Mogadiscio, et les autres villes du sud sont réputées bien moins développées que les villes du Pount et du Somaliland (Bosaso, Hargeisa, Las Anod, Garowe, etc.). Ces deux États de facto sont soutenus économiquement et politiquement par l'Éthiopie, adversaire historique de la Somalie.
Le Pount fait pour la première fois l'expérience de l'agitation politique en 2001, lorsque le président Ahmed veut voir son mandat rallongé. Il entre en lutte avec Jama Ali Jama pour le contrôle du pays, et remporte la victoire en 2002. Il est président jusqu'en octobre 2004, date à laquelle il est élu président de Somalie. Lui succéde Muhammad Abdi Hashi, qui est président jusqu'en janvier 2005, où il se représente mais n'est pas réélu, le Parlement lui préférant le général Mohamud Muse Hersi (« Adde »). En décembre 2004, le Pount subit des dommages sérieux dus au séisme du 26 décembre 2004 dans l'océan Indien, occasion à laquelle la communauté internationale est accusée d'ignorer le Pount et les autres pays africains touchés par la catastrophe.
En novembre 2006, l'Union des tribunaux islamiques aurait pris Bandiiradley, une ville d'une importance stratégique considérable située non loin de la frontière entre le Pount et Mudug. Cependant, le porte-parole du chef de guerre Abdi Hassan Awale Qeybdiid prétend que ses troupes n'ont fait qu'effectuer une retraite stratégique hors de la zone. Mohamed Mohamud Jama, porte-parole des Tribunaux islamiques, annonce que la Cour prévoyait de marcher sur Galkacyo, dont une partie est réclamée par le Pount. Ce même mois, le général Adde annonce qu'il gouvernera en accord avec la loi islamique, mais d'une façon différente des Tribunaux islamiques afin d'éviter de « politiser la religion ». Adde annonce ensuite que le Pount résistera à toute attaque des Tribunaux, qui fuient finalement la zone après l'offensive générale éthiopienne.
La piraterie autour de la Corne de l'Afrique pose de gros problèmes au Puntland. Selon le ministre aux Affaires maritimes pountlandais, les rançons remises aux pirates menacent la stabilité du gouvernement.
En juin 2012, le Puntland coopère pour la première fois avec le Somaliland pour reprendre Tukaraq, alors aux mains du SSC (en). Le gouvernement du Puntland verse une importante somme d'argent au Somaliland pour avoir le contrôle de la ville après la reprise.
Le Pount est un État de la république fédérale de Somalie depuis la modification des entités territoriales de 2016.
En avril 2024, le Puntland annonce qu'il fonctionnera comme un État fonctionnellement indépendant au milieu d'un différend sur les changements constitutionnels somaliens.
En décembre 2024, le Puntland annonce qu'elle introduit une  monnaie régionale en 2025.

## Composition ethnique
Cette entité politique est « claniquement » homogène, puisqu’elle correspond à une zone de peuplement exclusivement darod et a d'ailleurs été créée sous l'impulsion de plusieurs clans Darod dirigés par Abdullahi Yusuf Ahmed, un Majeerteen.

## Géographie
Le « Pount », avec sa plus grande ville, le port de Bosasso (49,10 E, 11,07 N, ex Bender Qasim et Moxylon dans l'antiquité), s'étend de Las Qorey (48,11 E, 11,09 N) sur la côte septentrionale jusqu'à Garad (appr. 49,23 E, 7,01 N) sur la côte orientale, et Galk'ayo à l'intérieur — ville divisée entre la Sud-Somalie et le Pount. Bosasso est lié par une route asphaltée avec Mogadiscio et par la mer et l'air avec la péninsule Arabique, en premier lieu le Yémen et Oman, mais aussi directement avec Dubaï. Bosasso sert à l'exportation d'encens et de viande et à l'importation de tous les biens de consommation, provenant pour la plupart de Dubaï. La frontière entre le Somaliland et le Pount est disputée car ne correspondant pas aux limites des principaux clans.
- Nugaal :
  - Garoowe (capitale politique) ;
  - Eyl ;
  - Burtinle ;
  - Dangorayo ;
- Bari :
  - Bosasso (capitale régionale et commerciale, ville la plus grande de l'État) ;
  - Calula ;
  - Qandala ;
  - Carmo ;
  - Qodax ;
  - Bali Dhidhin ;
  - Dud hooye ;
  - Hafun.
- Karkar :
  - Qardho (capitale régionale) ;
  - Iskushuban ;
  - Bandar Beyla.
- Cayn:
  - Widhwidh ;
  - Horufadhi.
- Sanaag:
  - Dhahar (capitale régionale) ;
  - Baran ;
  - Xingalool.
- Sool:
  - Laascaanood (capitale régionale) ;
  - Taleex (cité historique) ;
  - Xudun ;
  - Yagoori.
- Mudug:
  - Galkacyo (capitale régionale, 2e plus grande ville de l'État) ;
  - Galdogob ;
  - Jiriiban.